# جرج استرمن
 جرج استرمن (انگلیسی: George Sterman؛ زاده ۲ ژوئن ۱۹۴۶) یک فیزیک‌دان اهل ایالات متحده آمریکا است.